# Oya lélé (album)
Oya lélé is het vijfde album van de Vlaamse groep K3. Het album verscheen op 6 september 2003. Alle tekst en muziek is van Miguel Wiels, Peter Gillis en Alain Vande Putte, behalve De 3 biggetjes waarvan Danny Verbiest, Gert Verhulst en Hans Bourlon de tekst schreven en Johan Vanden Eede ook mee de muziek schreef. Het album werd ingezongen door Kristel Verbeke, Karen Damen en Kathleen Aerts.
Op 13 september 2003 dook het binnen op de tweede positie van de Vlaamse Ultratop 50. Het album bleef 31 weken in de albumlijsten staan, waarvan twee weken op de hoogste positie. In voorverkoop werden al 140.000 exemplaren verkocht, wat de groep een platina plaat opleverde.
In de Nederlandse Album Top 100 kwam het album op 20 september 2003 op nummer 1 binnen en bleef daar vier weken staan. Het was het vierde album van de groep dat de nummer 1-positie bereikte.
Op 22 januari 2009 verscheen een nieuwe editie van het album Oya lélé met een extra cd met de meezingversies.
Eind augustus 2024 verscheen het album op langspeelplaat met een hoes in dezelfde kleuren als de cd die in 2009 werd uitgegeven. Ook de kleur van het vinyl van deze plaat heeft dezelfde kleur groen.

## Tracklist
1. De wereld van K3
2. Oya lélé
3. Frans liedje
4. Bij ons thuis
5. Opa
6. Hart verloren
7. Hey hallo
8. Torenhoog
9. Mr. de president
10. Dat ding dat je doet
11. Ik kan niet meer verder zonder jou
12. Hou me in je armen
13. De 3 biggetjes

## Singles uit het album
| Single met eventuele hitnotering(en) in de Nederlandse Top 40 | Datum van verschijnen | Datum van binnenkomst | Hoogste positie | Aantal weken | Opmerkingen              |
| ------------------------------------------------------------- | --------------------- | --------------------- | --------------- | ------------ | ------------------------ |
| De drie biggetjes                                             | 2003                  | 12-04-2003            | 21              | 7            | #4 in de Single Top 100  |
| Oya lélé                                                      | 2003                  | 28-06-2003            | 9               | 18           | #4 in de Single Top 100  |
| Frans liedje                                                  | 06-10-2003            | -                     |                 |              | #46 in de Single Top 100 |
| Hart verloren                                                 | 09-02-2004            | -                     |                 |              | #19 in de Single Top 100 |

| Single met hitnotering(en) in de Vlaamse Ultratop 50 | Datum van verschijnen | Datum van binnenkomst | Hoogste positie | Aantal weken | Opmerkingen |
| ---------------------------------------------------- | --------------------- | --------------------- | --------------- | ------------ | ----------- |
| De drie biggetjes                                    | 2003                  | 22-03-2003            | 5               | 15           |             |
| Oya lélé                                             | 2003                  | 21-06-2003            | 2               | 21           | Platina     |
| Frans liedje                                         | 2003                  | 25-10-2003            | 21              | 11           |             |
| Hart verloren                                        | 2004                  | 21-02-2004            | 30              | 8            |             |

## Hitnotering
| "Oya lélé" in de Nederlandse Album Top 100 - binnen: 20-09-2003 | "Oya lélé" in de Nederlandse Album Top 100 - binnen: 20-09-2003 | "Oya lélé" in de Nederlandse Album Top 100 - binnen: 20-09-2003 | "Oya lélé" in de Nederlandse Album Top 100 - binnen: 20-09-2003 | "Oya lélé" in de Nederlandse Album Top 100 - binnen: 20-09-2003 | "Oya lélé" in de Nederlandse Album Top 100 - binnen: 20-09-2003 | "Oya lélé" in de Nederlandse Album Top 100 - binnen: 20-09-2003 | "Oya lélé" in de Nederlandse Album Top 100 - binnen: 20-09-2003 | "Oya lélé" in de Nederlandse Album Top 100 - binnen: 20-09-2003 | "Oya lélé" in de Nederlandse Album Top 100 - binnen: 20-09-2003 | "Oya lélé" in de Nederlandse Album Top 100 - binnen: 20-09-2003 | "Oya lélé" in de Nederlandse Album Top 100 - binnen: 20-09-2003 | "Oya lélé" in de Nederlandse Album Top 100 - binnen: 20-09-2003 | "Oya lélé" in de Nederlandse Album Top 100 - binnen: 20-09-2003 | "Oya lélé" in de Nederlandse Album Top 100 - binnen: 20-09-2003 | "Oya lélé" in de Nederlandse Album Top 100 - binnen: 20-09-2003 | "Oya lélé" in de Nederlandse Album Top 100 - binnen: 20-09-2003 | "Oya lélé" in de Nederlandse Album Top 100 - binnen: 20-09-2003 | "Oya lélé" in de Nederlandse Album Top 100 - binnen: 20-09-2003 | "Oya lélé" in de Nederlandse Album Top 100 - binnen: 20-09-2003 |
| Week                                                            | 1                                                               | 2                                                               | 3                                                               | 4                                                               | 5                                                               | 6                                                               | 7                                                               | 8                                                               | 9                                                               | 10                                                              | 11                                                              | 12                                                              | 13                                                              | 14                                                              | 15                                                              | 16                                                              | 17                                                              | 18                                                              | 19                                                              |
| --------------------------------------------------------------- | --------------------------------------------------------------- | --------------------------------------------------------------- | --------------------------------------------------------------- | --------------------------------------------------------------- | --------------------------------------------------------------- | --------------------------------------------------------------- | --------------------------------------------------------------- | --------------------------------------------------------------- | --------------------------------------------------------------- | --------------------------------------------------------------- | --------------------------------------------------------------- | --------------------------------------------------------------- | --------------------------------------------------------------- | --------------------------------------------------------------- | --------------------------------------------------------------- | --------------------------------------------------------------- | --------------------------------------------------------------- | --------------------------------------------------------------- | --------------------------------------------------------------- |
| Nummer                                                          | 1                                                               | 1                                                               | 1                                                               | 1                                                               | 5                                                               | 5                                                               | 4                                                               | 5                                                               | 8                                                               | 7                                                               | 6                                                               | 5                                                               | 7                                                               | 10                                                              | 19                                                              | 22                                                              | 20                                                              | 19                                                              | 21                                                              |
| Week                                                            | 20                                                              | 21                                                              | 22                                                              | 23                                                              | 24                                                              | 25                                                              | 26                                                              | 27                                                              | 28                                                              | 29                                                              | 30                                                              |                                                                 | 31                                                              | 32                                                              |                                                                 | 33                                                              |                                                                 | 34                                                              |                                                                 |
| Nummer                                                          | 21                                                              | 25                                                              | 28                                                              | 32                                                              | 29                                                              | 30                                                              | 28                                                              | 31                                                              | 54                                                              | 81                                                              | 89                                                              | uit                                                             | 91                                                              | 87                                                              | uit                                                             | 98                                                              | uit                                                             | 98                                                              | uit                                                             |

| "Oya lélé" in de Vlaamse Ultratop 50 - binnen: 13-09-2003 | "Oya lélé" in de Vlaamse Ultratop 50 - binnen: 13-09-2003 | "Oya lélé" in de Vlaamse Ultratop 50 - binnen: 13-09-2003 | "Oya lélé" in de Vlaamse Ultratop 50 - binnen: 13-09-2003 | "Oya lélé" in de Vlaamse Ultratop 50 - binnen: 13-09-2003 | "Oya lélé" in de Vlaamse Ultratop 50 - binnen: 13-09-2003 | "Oya lélé" in de Vlaamse Ultratop 50 - binnen: 13-09-2003 | "Oya lélé" in de Vlaamse Ultratop 50 - binnen: 13-09-2003 | "Oya lélé" in de Vlaamse Ultratop 50 - binnen: 13-09-2003 | "Oya lélé" in de Vlaamse Ultratop 50 - binnen: 13-09-2003 | "Oya lélé" in de Vlaamse Ultratop 50 - binnen: 13-09-2003 | "Oya lélé" in de Vlaamse Ultratop 50 - binnen: 13-09-2003 | "Oya lélé" in de Vlaamse Ultratop 50 - binnen: 13-09-2003 | "Oya lélé" in de Vlaamse Ultratop 50 - binnen: 13-09-2003 | "Oya lélé" in de Vlaamse Ultratop 50 - binnen: 13-09-2003 | "Oya lélé" in de Vlaamse Ultratop 50 - binnen: 13-09-2003 | "Oya lélé" in de Vlaamse Ultratop 50 - binnen: 13-09-2003 | "Oya lélé" in de Vlaamse Ultratop 50 - binnen: 13-09-2003 | "Oya lélé" in de Vlaamse Ultratop 50 - binnen: 13-09-2003 | "Oya lélé" in de Vlaamse Ultratop 50 - binnen: 13-09-2003 | "Oya lélé" in de Vlaamse Ultratop 50 - binnen: 13-09-2003 | "Oya lélé" in de Vlaamse Ultratop 50 - binnen: 13-09-2003 | "Oya lélé" in de Vlaamse Ultratop 50 - binnen: 13-09-2003 | "Oya lélé" in de Vlaamse Ultratop 50 - binnen: 13-09-2003 | "Oya lélé" in de Vlaamse Ultratop 50 - binnen: 13-09-2003 | "Oya lélé" in de Vlaamse Ultratop 50 - binnen: 13-09-2003 | "Oya lélé" in de Vlaamse Ultratop 50 - binnen: 13-09-2003 | "Oya lélé" in de Vlaamse Ultratop 50 - binnen: 13-09-2003 | "Oya lélé" in de Vlaamse Ultratop 50 - binnen: 13-09-2003 | "Oya lélé" in de Vlaamse Ultratop 50 - binnen: 13-09-2003 | "Oya lélé" in de Vlaamse Ultratop 50 - binnen: 13-09-2003 | "Oya lélé" in de Vlaamse Ultratop 50 - binnen: 13-09-2003 | "Oya lélé" in de Vlaamse Ultratop 50 - binnen: 13-09-2003 | "Oya lélé" in de Vlaamse Ultratop 50 - binnen: 13-09-2003 |
| Week                                                      | 1                                                         | 2                                                         | 3                                                         | 4                                                         | 5                                                         | 6                                                         | 7                                                         | 8                                                         | 9                                                         | 10                                                        | 11                                                        | 12                                                        | 13                                                        | 14                                                        | 15                                                        | 16                                                        | 17                                                        | 18                                                        | 19                                                        | 20                                                        | 21                                                        | 22                                                        | 23                                                        | 24                                                        | 25                                                        | 26                                                        | 27                                                        | 28                                                        | 29                                                        | 30                                                        |                                                           | 31                                                        |                                                           |
| --------------------------------------------------------- | --------------------------------------------------------- | --------------------------------------------------------- | --------------------------------------------------------- | --------------------------------------------------------- | --------------------------------------------------------- | --------------------------------------------------------- | --------------------------------------------------------- | --------------------------------------------------------- | --------------------------------------------------------- | --------------------------------------------------------- | --------------------------------------------------------- | --------------------------------------------------------- | --------------------------------------------------------- | --------------------------------------------------------- | --------------------------------------------------------- | --------------------------------------------------------- | --------------------------------------------------------- | --------------------------------------------------------- | --------------------------------------------------------- | --------------------------------------------------------- | --------------------------------------------------------- | --------------------------------------------------------- | --------------------------------------------------------- | --------------------------------------------------------- | --------------------------------------------------------- | --------------------------------------------------------- | --------------------------------------------------------- | --------------------------------------------------------- | --------------------------------------------------------- | --------------------------------------------------------- | --------------------------------------------------------- | --------------------------------------------------------- | --------------------------------------------------------- |
| Nummer                                                    | 2                                                         | 1                                                         | 1                                                         | 3                                                         | 4                                                         | 7                                                         | 8                                                         | 11                                                        | 12                                                        | 10                                                        | 13                                                        | 12                                                        | 11                                                        | 9                                                         | 10                                                        | 21                                                        | 20                                                        | 19                                                        | 16                                                        | 20                                                        | 23                                                        | 30                                                        | 37                                                        | 36                                                        | 36                                                        | 43                                                        | 41                                                        | 49                                                        | 62                                                        | 82                                                        | uit                                                       | 94                                                        | uit                                                       |